# Lego Soccer Mania
LEGO Soccer Mania é um jogo de computador lançado em 2002, desenvolvido pela Silicon Dreams e distribuído pela LEGO Software, para as plataformas PC, PlayStation 2 e Game Boy Advance. 

## Enredo
O jogador deve formar o seu time de futebol, e participar de uma competição contra vários times formados por minifig... Elas roubam a taça da competição e o jogador tem que tentar recuperá-la, jogando.

## Características
- Faixa etária: 3+
- Número máximo de jogadores: 1
- Jogável em rede: Não
- Gênero: Esporte
- Desenvolvedor: Silicon Dreams
- Editor: LEGO Software